# 104e division aéroportée de la Garde
Pour les articles homonymes, voir 104e division.
La 104e division aéroportée de la Garde (en russe : 104-я гвардейская десантно-штурмовая дивизия) est une grande unité des forces armées de la fédération de Russie.

## Histoire
Elle reprenait en 1946 la succession de la 11e division aéroportée de la Garde qui avait été créée en 1943.
Le 14 décembre 2023, nouvellement engagée, elle aurait subi de lourdes pertes dans la région de Krynky (30 kilomètres à l'est de Kherson et à 2 kilomètres sur la rive gauche du fleuve), oblast de Kherson, selon le ministère de la Défense ukrainienne.

## Commandants
- Major-général Vassily Ivanovich Ivanov (1943–1944) ;
- Major-général Alexey Redchenko (21 février – 26 mars 1945) ;
- Major-général  Ivan Fedotovich Seryogin (27 mars – 5 novembre 1945)

...